# アーバンネット仙台中央ビル
アーバンネット仙台中央ビル（アーバンネットせんだいちゅうおうビル）は、宮城県仙台市青葉区中央4丁目に所在するオフィスビルである。

## 概要
NTT東日本（NTT都市開発）が所有していた、仙台市青葉区中央4丁目の自社ビル・NTT仙台中央ビルを更新し建設された。仙台市内の大規模オフィスとしてはヨドバシ仙台第1ビル以来約半年ぶり、高さ60m超の高層オフィスビルとしては、JR仙台イーストゲートビル以来約3年ぶりのオフィス供給となった。
当初、16階建て・延床面積24,000m2の規模での建て替えを予定していたが、仙台市が主導する再開発促進事業であるせんだい都心再構築プロジェクトに認定されたことで、19階建て・延床面積42,000m2へと計画を変更。2023年11月末竣工（竣工式は同年12月8日に開催）、2024年3月14日開業。
1 - 4階の低層部には、東北大学青葉山キャンパスで2024年4月より運用が開始される放射光施設・ナノテラスとの連携を見込み、NTTグループの強みである情報通信技術を活用したデータ解析等の支援を行うための分析室や研究者のための仮眠室を設置。スタートアップ企業支援のためのコワーキングスペースやシェアオフィス、仙台市のスタートアップ支援拠点から構成される「YUI NOS（ユイノス）」を設置した。
2025年4月より、東北工業大学が「一番町ロビー」に代わるサテライトキャンパスを当ビル5階に開設。

## 沿革
- 2019年（令和元年）6月 - NTT都市開発、NTT仙台中央ビルの建て替えを表明[6]。
- 2020年（令和2年）4月 - 仙台市が、（仮称）NTT仙台中央ビルをせんだい都心再構築プロジェクト 老朽建築物の建替え第1号案件として認定し、容積率の緩和および建設費用を助成することを発表[11]。
- 2022年（令和3年）3月 - 着工し、新ビル名を「アーバンネット仙台中央ビル」とすることを発表[1]。
- 2023年（令和4年）11月 - 竣工[2]。
- 2024年（令和5年）3月 - 開業[3]。